# Emma Pooley
Emma Jane Pooley (Londen, 3 oktober 1982) is een Engelse wielrenster. Pooley werd in 2010 Wereldkampioen tijdrijden en won een zilveren medaille op deze discipline tijdens de Olympische Spelen van 2008. Ze fietste bij ploegen als Cervélo, Bigla, de Nederlandse ploeg AA Drink-leontien.nl en het Belgische Lotto-Belisol Ladies.
In september 2014 maakte Pooley de overstap naar het Duatlon en Triatlon. Ze won in dat jaar nog het Wereldkampioenschap Powerman Duatlon in Zofingen, Zwitserland. Ze prolongeerde de wereldtitel in 2015 en 2016 en won in 2015 ook de triatlons op de Filipijnen en op de Alpe d'Huez.
Pooley maakte in december 2015 bekend op de weg een korte comeback te zullen maken om deel te nemen aan de tijdrit op de Olympische Zomerspelen 2016 in Rio de Janeiro.

## Palmares

### Overwinningen
2007
- 3e etappe Thüringen-Rundfahrt

2008
- Olympische tijdrit
- Trofeo Alfredo Binda-Comune di Cittiglio
- 3e en 4e etappe A Ronde van Bretagne (tijdrit)
- Eindklassement Ronde van Bretagne
- 4e etappe Tour de l'Ardèche

2009
- Brits kampioenschap tijdrijden, elite
- Grote Prijs van de Etruskische Kust
- Montréal
- 1e (tijdrit), 3e en 4e etappe Grande Boucle Féminine Internationale
- Eindklassement Grande Boucle Féminine Internationale
- GP Plouay

2010
- Wereldkampioenschap tijdrijden, elite
- Brits kampioenschap op de weg, elite
- Brits kampioenschap tijdrijden, elite
- Waalse Pijl
- GP Suisse Féminin
- GP Elsy Jacobs
- Souvenir Magali Pache (tijdrit)
- 7e etappe Tour de l'Aude Cycliste Féminin
- Eindklassement Tour de l'Aude Cycliste Féminin
- Bergklassement Ronde van Trentino
- 1e etappe Ronde van Trentino
- Eindklassement Ronde van Trentino
- GP Plouay

2011
- Trofeo Alfredo Binda-Comune di Cittiglio
- 3e etappe A Emakumeen Bira (tijdrit)
- 8e etappe Ronde van Italië
- 5e etappe Thüringen-Rundfahrt
- Chur - Arosa
- 3e etappe Tour de l'Ardèche
- Eindklassement Tour de l'Ardèche

2012
- Ronde van Bern
- Emakumeen Saria
- 2e etappe Emakumeen Bira
- Bergklassement Emakumeen Bira
- Bergklassement Ronde van Italië
- 3e en 5e etappe Tour de l'Ardèche
- Eindklassement Tour de l'Ardèche

2013
- Oberwangen
- 3e etappe Tour Languedoc Roussillon
- Eindklassement Tour Languedoc Roussillon
- 3e en 5e etappe Ronde van Tsjechië

2014
- Brits kampioenschap tijdrijden, elite
- 6e, 8e en 9e etappe Ronde van Italië
- Bergklassement Ronde van Italië

Duatlon / Triatlon:
2014
- Wereldkampioenschap Powerman Duatlon (Zofingen, Zwitserland)

2015
- Wereldkampioenschap Powerman Duatlon (Zofingen, Zwitserland)
- Alpe d'Huez Triatlon
- Filipijnen Triatlon

2016
- Wereldkampioenschap Powerman Duatlon (Zofingen, Zwitserland)

### Uitslagen in belangrijkste wedstrijden
| Jaar | Ronde van Italië | Ronde van Frankrijk | Ronde van Spanje |
| ---- | ---------------- | ------------------- | ---------------- |
| 2007 |                  |                     |                  |
| 2008 |                  |                     |                  |
| 2009 | 4e               |                     |                  |
| 2010 | 5e               |                     |                  |
| 2011 | ↑ (1)            |                     |                  |
| 2012 | ↑                |                     |                  |
| 2013 |                  |                     |                  |
| 2014 | 9e (3)           |                     |                  |

| Jaar | Ronde van Vlaanderen | Waalse Pijl | Classic Lorient Agglomération |  | WK op de weg |  | Wereldranglijsten |
| ---- | -------------------- | ----------- | ----------------------------- |  | ------------ |  | ----------------- |
| 2007 |                      |             |                               |  | 10e          |  |                   |
| 2008 | 42e                  | 6e          |                               |  | 35e          |  |                   |
| 2009 |                      |             | Goud                          |  | 14e          |  | 9e (UWK)          |
| 2010 |                      | ↑           | Goud                          |  | 20e          |  | 5e (UWK)          |
| 2011 | 10e                  |             | 6e                            |  | 69e          |  | 7e (UWT)          |
| 2012 | 35e                  | opgave      |                               |  | 15e          |  | 12e (UWT)         |
| 2013 |                      |             |                               |  |              |  | 39e (UWT)         |
| 2014 |                      | 7e          |                               |  |              |  | 63e (UWT)         |

| Resultaten in kleinere rondes |                |                |                     |                   |
| Jaar                          | Tour de l'Aude | Emakumeen Bira | Ronde van Thüringen | Tour de l'Ardèche |
| 2007                          |                |                | 5e (1)              |                   |
| 2008                          | opgave         |                |                     |                   |
| 2009                          | 33e            |                |                     |                   |
| 2010                          | 1e (1)         |                |                     |                   |
| 2011                          |                | 4e (1)         | 14e (1)             |                   |
| 2012                          |                | 8e (1)         |                     | 1e (2)            |
| 2013                          |                |                |                     |                   |
| 2014                          |                | 20e            |                     |                   |

Beckers · Cure · Dalton · D'Hoore · De Vocht · Decroix · Hoffmann · Meyvisch · Pooley · Rijkes · Rousse · Söderberg · Van Severen · Vekemans · Verhaest